# Andrzej Perlak
Andrzej Józef Perlak (ur. 22 marca 1954 w Nowej Soli) – polski nauczyciel i samorządowiec, działacz opozycji demokratycznej w okresie PRL.

## Życiorys
W 1977 ukończył studia na Wydziale Filozoficzno-Historycznym Uniwersytetu Wrocławskiego. W tym samym roku został współpracownikiem wrocławskiego Studenckiego Komitetu Solidarności. Przez rok był pracownikiem Biblioteki Ossolineum, następnie do 1984 nauczycielem w Nowym Miasteczku i Nowej Soli. Współpracował z drugoobiegowym pismem „Biuletyn Dolnośląski”. W 1980 wstąpił do „Solidarności”, członkiem MKZ w Zielonej Górze i prezydium zarządu regionu. Po wprowadzeniu stanu wojennego internowany na okres od grudnia 1981 do listopada 1982. Od 1984 objęty zakazem wykonywania zawodu nauczyciela, przeszedł w tym samym roku na rentę inwalidzką. W trakcie internowania zapadł na chorobę nowotworową, brak podjęcia wówczas właściwej kuracji i brak prawidłowej opieki medycznej przyczynił się do konieczności amputowania w 1986 prawej nogi.
W 1989 stanął na czele lokalnego Komitetu Obywatelskiego. W 1990 powrócił do zawodu nauczyciela w Bytomiu Odrzańskim, był także radnym tej miejscowości i członkiem prezydium zarządu regionu NSZZ „S”. Od 1998 do 2002 pełnił funkcję radnego sejmiku lubuskiego I kadencji. Należał do założycieli Porozumienia Centrum, w 2001 wstąpił do Prawa i Sprawiedliwości.

## Odznaczenia i wyróżnienia
W 2009 prezydent Lech Kaczyński, za wybitne zasługi w działalności na rzecz przemian demokratycznych w Polsce, za osiągnięcia w podejmowanej z pożytkiem dla kraju pracy zawodowej i społecznej, odznaczył go Krzyżem Komandorskim Orderu Odrodzenia Polski. W 2001 otrzymał Srebrny Krzyż Zasługi, a w 2016 Krzyż Wolności i Solidarności.
W 2011 został laureatem nagrody honorowej „Świadek Historii” przyznanej przez Instytut Pamięci Narodowej.